# マクロスエースフロンティア
『マクロスエースフロンティア』 (MACROSS ACE FRONTIER) は、マクロスシリーズを題材にしたPlayStation Portable用の3Dアクションゲーム。作中では「MAF」と略されている。
パッケージイラストは天神英貴によるもので、VF-25Fメサイア、VF-1Sバルキリー、VF-19改ファイヤーバルキリー、YF-19といった歴代主人公機とSDF-1マクロスが描かれている。

## 概要
本作はマクロスシリーズ25周年記念作品『マクロスF』（2008年4月 - 9月）の放送終了直後である2008年10月9日に発売された3Dアクションゲームである。
メインであるキャンペーンモードでは、統合軍のパイロットとして『超時空要塞マクロス』の2009年、『マクロスプラス』の2040年、『マクロス7』の2045年、そして最新作『マクロスF』の2059年から時代を選択し、原作に沿ったミッションをクリアして行く。また、『マクロス ゼロ』からも機体がゲスト参戦している。ステージをクリアするとスコアによって成績が評価され、それによって新しい機体やキャラクターが使用可能になっていく。アドホック通信により2人で協力してミッションを進めることも可能。
20年以上に渡るマクロス関連ゲームにおいて、歴代バルキリーのみならず脇役であるデストロイドや敵方の機体であるリガードやバジュラ、果ては設定全長1200mに及ぶSDF-1マクロスに至るまでプレイヤー機として操作可能なアクションゲームは初となる。
ステージのBGMには『愛・おぼえていますか』『突撃ラブハート』『ライオン』『射手座☆午後九時Don't be late』など原作で使用された楽曲が使われている。CMではシェリル・ノームとランカ・リーが「ライオン」をバックにゲームの紹介をしていた。
開発を「ガンダムバトルシリーズ」のアートディンクが行っているため、ゲームシステムには『ガンダムバトルユニバース』との共通点が多い。マクロスならではの要素として「可変戦闘機」「歌」「恋愛」が追加されているのが特徴。製作スタッフは河森正治、板野一郎からアドバイスを受けマクロスシリーズの再現に取り組んだ。
対戦モードでは最大4人で対戦することができる。チーム分けにより2対2の対戦も可能。アドホック・パーティーに対応しており、PlayStation 3を介することで遠く離れたユーザーとも通信対戦が可能。
週刊ファミ通2008年10月17日号の新作ゲームクロスレビューではゴールド殿堂入りを果たし、発売週の週間売り上げランキングでは1位を獲得するなど好評を博した。こうした事を受け2009年9月17日にはPSP the Best版が発売され、シリーズ第2作『マクロスアルティメットフロンティア』（2009年10月1日発売）、シリーズ第3作『マクロストライアングルフロンティア』（2011年2月3日発売）とシリーズ化される。

## ストーリー
西暦1999年。南太平洋の南アタリア島に大爆発とともに落下した物体は地球外の文明の巨大な宇宙戦艦であった。船の内部には異星人の姿こそ確認されなかったものの、その構造を解析するうちに、この宇宙船の乗員の身長はおそらく10m前後の巨人であろうこと、その巨大な異星人は宇宙空間を跳躍する「フォールド航法」や「重力制御」といった現在の地球人類を遥かに凌ぐ科学技術を持っており、しかもそれらが戦闘を行っているであろうことといった驚くべき事実が判明する。
この事実を突きつけられた人類は数年に渡る統合戦争を経て「地球統合政府」を樹立した。平行して落下した宇宙船の修復も進められ、その技術を解析し人類のものとしていった。巨人との戦いに備え「バルキリー」と呼ばれるロボットに変形可能な可変戦闘機や「デストロイド」と呼ばれる陸戦兵器の開発も進められた。
修復された宇宙船は「マクロス」と名づけられ、宇宙からやってきた巨人「ゼントラーディ」との戦いが開始された。この戦いで滅びの危機を経験した人類はやがて地球外に移住する計画を実行する。「マクロス7船団」「マクロス・フロンティア船団」など数多くの船団が人類の住める星を探して宇宙へと旅立っていったが、その先にはプロトデビルンやバジュラといった新たな脅威との戦いが待ち受けていた。

## ゲームシステム
まずハンガー画面で主人公キャラ、パートナーキャラとその機体、使用するスキルを選択する。カスタマイズポイントがあれば機体を改造することもできる。その後ミッションを選択し、出撃してミッションを遂行する。ミッションに入ると敵との戦闘になる。目的は主に敵機を殲滅することだが、防衛目標の護衛や特定の場所への移動などもある。ミッション終了後は倒した数や戦闘中の行動に応じてキャラクターが成長し、機体にカスタマイズポイントが与えられる。条件を満たせば新たな機体やキャラクターが使用可能になる。
SPゲージ
画面左下にあるオレンジ色のゲージはSPゲージと呼ばれ特殊攻撃を行う際に一定量使用される。ゲージは3メモリで100％で、その後は2周目に入り、6メモリで最大の200％までチャージされる。戦闘中は時間経過と共に徐々に増加して行くが、敵を攻撃することでも増加する。
- チャージ攻撃　SPを1メモリ消費することで通常より強化された攻撃を行う。
- スキル発動　キャラクターが覚えているスキルを使用する。消費SPはスキルによって1〜6メモリと異なる。
- SPアタック　ゲージを100％（3メモリ）使用することで発動する強力な攻撃。使用中は自機が無敵になる。
- 合体SPアタック　ゲージを200％（6メモリ）使用することで、パートナーと同時にSPアタックを行う。

カスタマイズ
戦闘終了後に獲得するカスタマイズポイントを使用することで、機体の性能を向上させることができる。ポイントは戻すこともできるので、ミッションによって武器の攻撃力を強化したり、機動力を強化したりといったことも可能。また、カラーエディットで機体の色を変更することもできる。
マクロスシリーズの特徴とも言えるバルキリーの変形にはアナログパッドを使用し、入力方向で簡単に3段階変形が可能になっている。アナログパッドを上に入れることでファイター（戦闘機形態）、横に入れることでガウォーク（鳥人形態）、下に入れることでバトロイド（人型形態）と、ワンアクションで変形できる。「歌」もゲームシステムに取り入れられており、リン・ミンメイの歌でゼントラーディを弱体化させたり、熱気バサラが歌で敵を撤退させるといった原作のシーンを再現できる。わずかながら恋愛要素も取り入れられている。主人公と他のキャラクターとの友好度が設定されており、これによって会話時の口調が変化したり、合体SP攻撃の威力が変化するなどの影響がある。

### 歌システム
マクロス7に登場するファイヤーバルキリー、ミレーヌバルキリーは他の機体と異なり「歌」を敵に聞かせることができる。メインウェポンボタン（□ボタン）でスピーカーポッドを発射する。スピーカーポッドがヒットした敵には♪マークが表示される。サブウェポンボタン（○ボタン）で歌を歌い、スピーカーポッドがヒットした敵に強制的に歌を聞かせる。歌を聞かされた敵はハートマークが表示されて専用のゲージが減っていき、次第に戦意を喪失して撤退してしまう。なお、歌は敵との距離が近いほど効果が高い。
また、攻撃としての歌とは別に前述のスキルとしても歌がある。以下に例をいくつか紹介する。
- 「愛・おぼえていますか」　BGMが切り替わりゼントラーディの能力が25％減少、それ以外の機体の能力が25％上昇する。
- 「シャロンの誘惑」　BGMが「INFORMATION HIGH」に切り替わり敵の上下左右の操作が入れ替わる。シャロンの初期スキル。
- 「MY FRIENDS」　BGMが切り替わり、味方の能力が25％上昇する。ミレーヌの初期スキル。

## 登場機体
登場機体は50種類を超える。同じメサイアバルキリーでも、ガトリングガンポッドを使うアルト機、ビームによる長距離射撃が可能なミシェル機、ゴーストを使うルカ機など機体によって能力が異なる。「歌」を使うファイヤーバルキリーや「スピリチア吸収」を行うバロータ軍の兵器など特徴的な機体もある。なお、続編の『マクロスアルティメットフロンティア』以降はバルキリーにアーマードパックやスーパーパックを追加することでアーマードバルキリーやスーパーバルキリーに換装できるようになるが、本作ではそれぞれ別個の機体として扱われている。
『マクロスゼロ』の機体
- 可変戦闘機
  - VF-0S フェニックス（フォッカー機）
  - SV-51α
  - SV-51γ（ノーラ機）
  - SV-51γ（イワノフ機）

『超時空要塞マクロス』『超時空要塞マクロス 愛・おぼえていますか』の機体
- 可変戦闘機
  - VF-1A バルキリー
  - VF-1A バルキリー（マックス機）
  - VF-1A スーパーバルキリー（一条機）
  - VF-1D バルキリー複座型
  - VF-1J バルキリー（一条機）
  - VF-1J バルキリー（マックス機）
  - VF-1J バルキリー（ミリア機）
  - VF-1J アーマードバルキリー（一条機）
  - VF-1S バルキリー（フォッカー機）
  - VF-1S ストライクバルキリー（一条機）
  - VF-1S ストライクバルキリー（フォッカー機）

- デストロイド
  - MBR-04-Mk.IV　トマホーク
  - ADR-04.Mk.X  ディフェンダー
  - SDR-04-Mk.XII ファランクス
  - MBR-07-Mk.II スパルタン
  - HWR-00.MK-II モンスター

- SDF-1 マクロス
- ゼントラーディ軍機動兵器
  - リガード
  - グラージ
  - ヌージャデル・ガー
  - クァドラン・ロー
  - クァドラン・ロー（ミリア機）
  - クァドラン・ロー（マックス機）

『マクロスプラス』の機体
- 可変戦闘機
  - VF-11B サンダーボルト
  - YF-19（イサム機）
  - YF-21（ガルド機）

『マクロス7』の機体
- 可変戦闘機
  - VF-19改 ファイヤーバルキリー
  - VF-11C サンダーボルト
  - VF-11MAXL改 ミレーヌバルキリー
  - VF-17D ナイトメア
  - VF-17S ナイトメア（隊長機）
  - VF-17S ナイトメア（ミリア機）
  - VF-22S シュトゥルムフォーゲルII（マックス機）
  - VF-22S シュトゥルムフォーゲルII（ミリア機）

- バロータ軍機動兵器
  - Fz-109A エルガーゾルン
  - FZ-109F エルガーゾルン（ギギル機）

『マクロスF』の機体
- 可変戦闘機
  - VF-25F メサイア（アルト機）
  - VF-25S メサイア（オズマ機）
  - VF-25G メサイア（ミシェル機）
  - RVF-25 メサイア（ルカ機）
  - VF-27 ルシファー
  - VF-171 ナイトメアプラス
  - VF-171 ナイトメアプラスEX

- クァドラン・レア
- クァドラン・レア（クラン機）
- バトル・フロンティア
- バジュラ（S）
- バジュラ（L）
- 女王バジュラ

この他キャッツアイ、空戦ポッド、ゴーストX-9、パンツァーゾルンなどプレイヤー機としては使用できない機体も登場する。

## 登場キャラクター
パイロットの能力によって、機体の性能が変化する。キャラクターはミッションをこなすごとに成長し、その能力も高くなってゆく。原作に登場したキャラクターは特定の条件を満たすことで使用可能になる。なお、原作のキャラクターは使用可能になった直後は成長することが無いが、特定の条件を満たすと成長させることが可能になる。
『超時空要塞マクロス』『超時空要塞マクロス 愛・おぼえていますか』の人物
- 一条輝 （野島健児）
- リン・ミンメイ （飯島真理）
- 早瀬未沙 （土井美加）
- ロイ・フォッカー （神谷明）
- マクシミリアン・ジーナス （速水奨）
- 柿崎速雄 （鈴木勝美）
- ミリア・ファリーナ（ミリア639）（竹田えり）
- カムジン・クラヴシェラ（カムジン03350）（目黒光祐）
- ブリタイ・クリダニク（ブリタイ7018）（大友龍三郎）
- ボドルザー
- ゼントラーディ兵士

『マクロスプラス』の人物
- イサム・ダイソン（山崎たくみ）
- ガルド・ゴア・ボーマン（石塚運昇）
- シャロン・アップル

『マクロス7』の人物
- 熱気バサラ（神奈延年）
- ミレーヌ・ジーナス（櫻井智）
- ガムリン木崎（子安武人）
- マクシミリアン・ジーナス（速水奨）
- ミリア・ファリーナ・ジーナス（竹田えり）
- ギギル（西村朋紘）
- ガビル（陶山章央）
- ゲペルニッチ

『マクロスF』の人物
- 早乙女アルト（中村悠一）
- ミハエル・ブラン（神谷浩史）
- ルカ・アンジェローニ（福山潤）
- オズマ・リー（小西克幸）
- クラン・クラン（豊口めぐみ）
- クラン・クラン（マイクローン）（豊口めぐみ）
- ブレラ・スターン（保志総一朗）
- バジュラ（S）
- バジュラ（L）

### オリジナルキャラクター
キャラクターデザイナーは美樹本晴彦。本作のためにオリジナルデザインを描き下ろしている。パイロットである主人公とパートナーは名前、年齢、性別をゲーム開始時に設定することができ、キャラクターグラフィックを4種類（男女各2人）から選択できる。
パイロット男A
声 - 金野潤
統合軍の新人パイロット。髪、眼の色はブラウン。真面目な性格。体力と格闘能力が高め。
パイロット男B
声 - 稲田徹
数多くの戦いを経験した統合軍のベテランパイロット。金髪で薄くあごひげを蓄えている。
パイロット女A
声 - 佐々木日菜子
紫のストレートのロングヘアの女性。軍人の家系に生まれた統合軍パイロット。性格は明るく人なつっこい。
パイロット女B
声 - 日野未歩
統合軍の金髪のショートヘアの女性パイロット。傭兵の父に男手一つで育てられたため性格は荒々しいが腕は確か。
アキミズ・ユウ
声 - こやまきみこ
統合軍の新人オペレーター。ブラウンのショートヘアの女性。幼く見られるのを気にしている。
クレア・スタンフォード
声 - 足立友
統合軍のオペレーター。ペールグリーンのややウェーブがかった髪をしている。年上の姉的な存在で面倒見が良い。
ヤマシロ・イツキ
声 - 古島清孝
統合軍のオペレーター。黒髪で眼鏡をかけた男性。冷静な性格で戦況を分析する。「ユウとイツキのMAF入門」で教官としてユウに戦術指南を行う。

## 使用楽曲
原作に登場した楽曲はボーカル曲、BGM合わせて全部で21曲が用意されている。この他ゲームオリジナルの曲が12曲用意されており、アレンジ違いを含めると全部で44曲の音楽が収録されている。これらは一度聴けばギャラリーモードのミュージアムで鑑賞できる。サウンドは仁志田竜司、関秀平、古川典裕、安井洋介が担当している。
| 曲名                           | 歌手                                                 | 作詞                                          | 作曲       | 登場作品             |
| ------------------------------ | ---------------------------------------------------- | --------------------------------------------- | ---------- | -------------------- |
| 私の彼はパイロット             | リン・ミンメイ（飯島真理）                           | 阿佐茜                                        | 羽田健太郎 | 超時空要塞マクロス   |
| 小白竜（シャオパイロン）       | リン・ミンメイ（インスト）                           |                                               | 羽田健太郎 | 超時空要塞マクロス   |
| 愛・おぼえていますか           | リン・ミンメイ（飯島真理）                           | 安井かずみ                                    | 加藤和彦   | 愛・おぼえていますか |
| 運命の矢                       | BGM                                                  |                                               | 羽田健太郎 | 超時空要塞マクロス   |
| マクロス                       | インスト                                             |                                               | 羽田健太郎 | 超時空要塞マクロス   |
| ドッグ・ファイター             | BGM                                                  |                                               | 羽田健太郎 | 超時空要塞マクロス   |
| ゼントラディアン大要塞（前編） | BGM                                                  |                                               | 羽田健太郎 | 超時空要塞マクロス   |
| ゼントラディアン大要塞（後編） | BGM                                                  |                                               | 羽田健太郎 | 超時空要塞マクロス   |
| INFORMATION HIGH               | シャロン・アップル（インスト）                       | DAI＆KEN＝GO→                                 | CMJK       | マクロスプラス       |
| After in the dark              | シャロン・アップル（インスト）                       |                                               | 菅野よう子 | マクロスプラス       |
| Fly up to the air              | BGM                                                  |                                               | 菅野よう子 | マクロスプラス       |
| 突撃ラブハート                 | FIRE BOMBER                                          | K.Inojo                                       | 河内淳貴   | マクロス7            |
| HOLY LONELY LIGHT              | FIRE BOMBER                                          | K.Inojo                                       | 須藤英樹   | マクロス7            |
| MY FRIENDS                     | FIRE BOMBER                                          | M.MEG                                         | 川野美紀   | マクロス7            |
| PLANET DANCE                   | FIRE BOMBER（インスト）                              |                                               | 須藤英樹   | マクロス7            |
| TRY AGAIN                      | FIRE BOMBER                                          | K.Inojo、福山恭子                             | 福山芳樹   | マクロス7            |
| ライオン                       | シェリル・ノーム starring May'n ランカ・リー＝中島愛 | GABRIELA ROBIN                                | 菅野よう子 | マクロスF            |
| アイモ                         | ランカ・リー（インスト）                             |                                               | 菅野よう子 | マクロスF            |
| トライアングラー               | インスト                                             |                                               | 菅野よう子 | マクロスF            |
| 射手座☆午後九時Don't be late   | シェリル・ノーム starring May'n                      | 佐藤大、hàl、 マイクスギヤマ、 GABRIELA ROBIN | 菅野よう子 | マクロスF            |
| The Target                     | BGM                                                  |                                               | 菅野よう子 | マクロスF            |

## 関連書籍
マクロスエースフロンティアコンプリートガイド
ISBN 9784757745643
エンターブレインより2008年11月10日に発売された攻略本。カバーは天神英貴によるゲームのパッケージと同じイラストが用いられている。ゲームシステムの解説、各種データやミッションの攻略法などが掲載されている。全160ページ。ファミ通責任編集。定価1800円+消費税。